# Famille de Behault
La famille de Behault est une famille de la noblesse belge, originaire de Mons. Deux membres de la famille ont été anoblis en 1678 et 1726. Ils sont à l'origine de quatre branches. Seules subsistent de nos jours les branches de Behault et de Behault du Carmois.

## Histoire
Les généalogistes qui ont étudié cette famille font remonter sa filiation suivie à Michel de Behault (1524-1595) pour les branches de Behault et de Behault de Dornon et à Quentin de Behault, maïeur de l'église Saint-Ghislain à Mons, mort en 1607, père de Jean de Behault, échevin de Mons, cité en 1586, pour les branches de Behault du Carmois et de Behault de Warelles.
Le baron de Stein d'Altenstein donne également une généalogie de plusieurs branches connues de cette famille tout en écrivant que « La famille de Behault, originaire de Mons, s'est divisée en une multitude de branches qu'il serait impossible aujourd'hui de rattacher à un tronc unique ».
Armand de Behault de Dornon écrit en 1915 que la famille de Behault trouve dans les archives de la ville de Mons la première trace de son existence en 1240 avec Johannes dictus Behiaus (Jehan dit Behault), cité dans un acte en latin de 1277 à qui il attribue pour fils Colart (Nicolas) de Behault du Trianvil vivant à Mons en 1273 et cité dans un acte de 1303. Il écrit que la branche de Behault de Warelles est issue de Jean de Behault, fils de Jehan de Behault, écuyer, bourgeois de Mons en 1350. Jean-François Houtart donne pour la famille de Behault l'année 1582 comme date de première filiation prouvée.
On trouve dans un acte du 5 avril 1499, la mention de David de Behault, homme de fief du prévôt des églises de Mons, qui porte la qualification d'écuyer,, mais ce personnage repris dans la filiation établie par Armand de Behault de Dornon date d'une période antérieure aux filiations acceptées par d'autres auteurs.
De nombreux membres de la famille de Behault occupèrent des fonctions dans la magistrature, l'armée, le clergé, l'administration et l'industrie à Mons et dans le Hainaut. La charge de lieutenant-prévôt des villes, terres et prévôté de Mons fut remplie sans interruption par des membres de la famille de Behault durant 104 ans, de 1690 à 1794.
François de Behault, fils de Jean de Behault de Mons, s’est établi à Dinant dans la seconde moitié du XVIe siècle. Ce rameau aujourd’hui éteint a donné cinq bourgmestres à la ville de Dinant : Pierre de Behault (1706), Jean de Behault, fils de Pierre, Jean-Baptiste de Behault, fils de Jean et André de Behault (1715), neveu de Jean-Baptiste. Paul de Behault qui a vécu pendant la seconde moitié du XVIIIe siècle a également été bourgmestre de la ville. Ce rameau a donné plusieurs chanoines au chapitre de Sainte-Croix de Liège et au chapitre de Notre-Dame de Dinant.
Deux branches qui portent des armoiries différentes ont été anoblies par lettres patentes du 14 novembre 1678 pour l'une (de Behault de Warelles et de Behault du Carmois), et par diplôme du 26 avril 1726 pour l'autre (de Behault et de Behault-Dornon).

### Branches de Behault (subsistante) et de Behault-Dornon (éteinte)
Armand de Behault de Dornon donne la branche de Behault comme branche aînée. Le baron de Stein d'Altenstein donne comme premier auteur de cette branche, Michel de Behault, père de Jean de Behault (né en 1558), qui de son mariage en secondes noces avec Jeanne Galopin (morte en 1607) eut Jean-Baptiste de Behault (1586-1652), marié en 1625 à Jeanne de Behault, dont il a entre autres Dominique-Jacques de Behault.
Dominique de Behault (1663-1734) (voir ci-dessous, "Personnalités") a été anobli le 26 avril 1726  par lettres patentes de l'empereur Charles VI. Sa descendance forme les branches de Behault (subsistante) et de Behault-Dornon, dite de Behault de Dornon (éteinte).
Nicolas-Joseph de Behault (1771-1857), arrière-petit-fils de Dominique de Behault, membre du corps équestre du Hainaut (1828), obtint reconnaissance de noblesse par diplôme du 4 septembre 1822. Il obtint un accroissement de ses armoiries en 1843. Il avait épousé Marie de Biseau de Bougnies (1773-1847).
Prosper de Behault (1810-1893), fils du précédent épousa Mathilde Limnander de Nieuwenhove (nl) (1808-1895) et s'installa à Gand. Ils eurent deux fils, dont Arthur de Behault.
Le jour de l'invasion allemande de 1914, Arthur de Behault (1835-1918) et son épouse, née Marie de Schiervel (1853-1933), se trouvaient dans leur résidence d'été à Altembrouck quand, le soir, le château a été réquisitionné par l'armée allemande pour abriter son état-major qui y passa sa première nuit en Belgique. De retour à Gand, résidence principale de la famille, cinq de leurs six fils se portèrent volontaires de guerre.
La branche dite de Behault de Dornon a été autorisée par arrêté royal du 26 octobre 1891 à ajouter « Dornon » à son nom ,.

### Branches de Behault de Warelles (éteinte) et de Behault du Carmois (subsistante)
Selon Isidore de Stein d'Altenstein, cette branche a pour auteur Quentin de Behault, maïeur de Saint-Ghislain, mort à Mons le 16 novembre 1607, qui de son mariage avec Marguerite Foucart eut pour fils Jean de Behault, échevin de Mons de 1604 à 1606, marié à Isabeau Druart.
Félix-Victor Goethals donne comme premier auteur de cette branche Quintin de Behault, bourgeois et marchand de la ville de Mons, père de Jean de Behault qui renonce, par acte du 25 septembre 1586, aux droits usufruitiers et viagers qu'il tient de sa seconde femme Marie Farinart et qui avait épousé en premières noces Jeanne Pieton.
Son descendant, François-Jean de Behault, seigneur de Marcq, Nouvelles, Hautpont et Longpret, achète la seigneurie de Warelles en 1698. Échevin et chef du magistrat de Mons, il est maître de l'artillerie de la ville en 1669 et 1678. Il est anobli par lettres patentes du roi Charles II du 14 novembre 1678 récompense de son action lors de la défense de Mons contre les Français. De son mariage en secondes noces en 1682 avec Marie-Philippine le Thuillier, il a pour fils Antoine-François de Behault (né en 1691), seigneur de Warelles et du Carmois, licencié ès lois, avocat au conseil souverain de Hainaut, échevin de Mons, marié en 1715 à Marie-Philippine Jonart. Leur descendance forme les branches de Warelles (éteinte) et du Carmois (subsistante).
Joseph-Théodore de Behault de Warelles (1795-1875) obtint du roi Guillaume Ier reconnaissance de noblesse par diplôme du 12 août 1822. Quentin-Joseph de Behault du Carmois (1772-1825) obtint reconnaissance de noblesse par diplôme du 4 septembre 1822,.

## Généalogie de la branche de Behault
Arthur de Behault (1835-1918) a épousé Julie de Valenzi (1838-1872) en premières noces, sans descendance, et Marie de Schiervel (1853-1933) en secondes noces. De son second mariage, il eut 12 enfants. Marie de Schiervel était la fille du baron Jacques (Gustave) de Schiervel d'Altembrouck (1819-1898) et de son épouse, née Marguerite Vilain XIIII (1829-1869).
Les Behault actuels issus de cette branche descendent d'Adrien et de Gaston de Behault, deux fils d'Arthur et de Marie de Behault.
- Adrien de Behault (1884-1966) x Anne de la Croix (1901-1976). Adrien a été président du collège des commissaires de l'Union Chimique Belge. Ils eurent deux fils Jean et André de Behault:
  - Jean de Behault (1924-1989), x Danielle Jacobs van Merlen (1930-1988), dont descendance. Jean a été administrateur de la compagnie d'assurances Garantie Nationale, aujourd'hui intégrée dans Helvetia. Il a eu 3 enfants dont François de Behault.
  - André de Behault (1925-1991) x Marianne de Kerchove d'Exaerde (1928-1995), dont descendance.
- Gaston de Behault (1886-1941) x Geneviève de Wavrin Villers-au-Tertre (1893-1945). Gaston a été administrateur-délégué de la Banque de Crédit et d'Escompte du Brabant. Ils eurent un fils:
  - Ghislain de Behault (1916-1989) x Olga Bersani (1919-2016), dont descendance.

## Personnalités
- Jacques de Behault a été orfèvre à Mons. On trouve son poinçon en 1467[21]. Armand de Behault de Dornon le présente comme le plus jeune fils de Jehan de Behault, mort à Mons en 1497[22].

- Dominique de Behault (1663-1734), licencié ès lois, avocat au Conseil souverain de Hainaut, receveur général des vingtièmes du pays et comté de Hainaut, et lieutenant-prévôt des villes, terres et prévôté de Mons pendant plus de 36 ans est anobli le 26 avril 1726  par lettres patentes de l'empereur Charles VI[3]. Cette charge de lieutenant-prévôt restera occupée sans interruption durant 104 ans par des membres de la famille de Behault de 1690 à 1794.

- Nicolas-François de Behault (1698-1775), haut-justicier, lieutenant-prévôt de Mons, dirigea les charbonnages d'Auflette et de l'Horiau, dont il était  un des principaux actionnaires[N. 3]. En 1754, il a placé à ses frais une machine à feu destinée à assurer l'exhaure des charbonnages, moyennant le 14ème panier (un peu plus de 7% de la production). C'était une des premières machines à feu installée en Belgique. Il en plaça une seconde quelques années plus tard. Les deux machines sont restées en activité jusqu'en 1771. Nicolas-François de Behault et son épouse, Célestine Desmanet d'Erquennes (†1764), ont été inhumés à Sainte-Waudru[23].

- Nicolas-Joseph de Behault (1771-1857), petit-fils de Nicolas-François, a été reconnu dans la noblesse du Royaume uni des Pays-Bas en 1822 et a été membre du corps équestre du Hainaut. Il obtint du roi Léopold 1er une augmentation de ses armoiries en 1843. Il avait épousé en premières noces Agathe de Bagenrieux (nl) (1772-1802), fille de Claude-Ignace de Bagenrieux, bailli de la châtellenie de Mons, et de Marie-Françoise van Ypersele (nl), sans descendance, et en secondes noces, Marie-Joséphine de Biseau de Bougnies (1773-1847), dame de le Cambre, dont descendance.

- Augustin de Behault du Carmois (1810-1856) a été bourgmestre de Termonde (1852-1856) et conseiller provincial de Flandre-Orientale (1848)[20]. Lieutenant-colonel de la Garde civique de Termonde, il a pris part aux combats notamment sur la ligne Louvain Anverslors lors de la révolution d'indépendance en 1830. Il a été décoré de la Croix de Fer[24]. Son neveu, Augustin de Behault du Carmois (1869-1920) et le fils de celui-ci, Raymond de Behault du Carmois (1905-1972), ont été bourgmestres de Thildonck[25].

- Armand de Behault de Dornon (1853-1932), auteur de nombreux ouvrages et articles d'archéologie, de généalogie et d’histoire, dont le premier tome de « La Famille de Behault » (1915) et l’« Histoire généalogique de la famille de Boussu de Mons » (1888)[N. 4]. Il a été camérier secret de cape et d’épée du pape Pie XI, décoré de la Croix Pro Ecclesia et Pontifice, membre titulaire de l'Académie royale d'Archéologie de Belgique, secrétaire de la Société d'Archéologie de Bruxelles.

- Ernest de Behault de Dornon (1882-1928), compositeur de musique.

- Ghislain de Behault (1916-1989) rejoint la Résistance avec sa mère, née Geneviève de Wavrin Villers-au-Tertre, dès 1940. Arrêtée en septembre 1943, Geneviève est emprisonnée à Gand et à Saint-Gilles, puis déportée à Gross Strehlitz et enfin à Ravensbrück[26]. Elle meurt d'épuisement et de maladie peu avant la libération tardive du camp par l'Armée Rouge. Geneviève a été reconnue sous-officier ARA après la guerre[N. 5]. Ghislain s'est évadé de Belgique en 1941 pour rejoindre la RAF après un séjour au camp de Miranda en Espagne[27],[28]. Il a fait la connaissance de sa future épouse, Olga Bersani, à Londres où elle travaillait à Carlton Gardens, le quartier général de De Gaulle. Ghislain a été administrateur, puis liquidateur, des Charbonnages du Bois-du-Luc. Par sa mère et par son père, il descendait de Nicolas-François de Biseau qui avait racheté en 1740 la seigneurie de Houdeng et la participation de François-Marie le Danois dans la Société du Grand Conduit qui allait devenir Bois-du-Luc.

## Collégiale Sainte-Waudru
Plusieurs membres de la famille de Behault ont été chanoinesses à la collégiale Sainte-Waudru. Le chapitre des chanoinesses de Sainte-Waudru était un des sept chapitres nobles du Saint-Empire romain germanique. Ce chapitre était directement lié à celui des chanoines de Saint-Germain, situé à proximité directe de Sainte-Waudru, et auquel quatre membres de la famille appartinrent. L'église Saint-Germain a été rasée en 1799.
Huit pierres tumulaires de porteurs du nom de Behault y ont été identifiées au 19e siècle. Certaines ne sont plus visibles ou sont devenues illisibles.D'autres porteurs du nom ont été inhumés sous une pierre tumulaire à leurs armes dans l'église Saint-Germain qui jouxtait autrefois Sainte-Waudru. 
Pendant l'occupation française à la suite de la Révolution française, l'église a été transformée en écurie et les cloches ont été confisquées. L'église a été rendue au culte en 1803. Il a fallu attendre 1820 pour que deux cloches soient fondues et garnissent le nouveau campanile de l'église. Elles portent chacune le prénom de leur marraine: Désirée et Joséphine. Désirée de Behault de Warelles (1765-1845), douairière de Marin de Thieusies (1739-1816) était la marraine de la première. Le parrain était Fery du Mont, marquis de Gages, fils aîné de François Bonaventure Joseph du Mont. Joséphine de Behault de Warelles (1770-1829), née de Blois de Quartes, était la marraine de la seconde. Son défunt époux, Charles de Behault de Warelles (1767-1808), licencié ès lois, avocat au conseil souverain de Hainaut, avait été maïeur du chapitre de Sainte-Waudru. Le parrain de cette cloche était le baron Félix de Maleingreau de Quenast.

## Non relié
Un important maître-orfèvre, Nicolas-Joseph Debehault (ou De Behault) (° 1715), a vécu à Mons. Son poinçon se présente sous la forme d'un "D" couronné et est associé au poinçon de la ville de Mons. Il a été reconnu maître-orfèvre en 1746 et est devenu le doyen des orfèvres de Mons en 1772. On retrouve sa production dans plusieurs musées et dans le Trésor de la collégiale Sainte-Waudru. Bien qu'un lointain lien avec la famille de Behault soit possible, il n'a pu être établi à ce jour.